# Repše
Repše je priimek v Sloveniji in tujini. Po podatkih Statističnega urada Republike Slovenije je na dan 1. januarja 2011 v Slovenjiji uporabljalo ta priimek 176 oseb.  

## Znani slovenski nosilci priimka
- Alenka Repše Fokter, zdravnica citopatologinja, prof. MF
- Andrej Repše, podjetnik, gospodarstvenik
- Anton Repše, vojaška osebnost
- Bojan Repše, hortikulturnik
- Jože Repše, vojaška osebnost
- Renato Repše, arhitekt
- Sanja Repše, violončelistka
- Stane Repše (*1940), zdravnik gastroenterolog in kirurg
- Vildana Repše, violinistka (hči vodilnega bosanskega skladatelja svoje generacije Avda Smailovića)
- Vlado Repše, violinist, zasebni glasbeni šolnik (Glasbeni atelje Tartini)
- Živa Repše, badmintonistka

## Znani tuji nosilci priimka
- Einars Repše, latvijski politik, nekdanji premier